# Dino Crisis 2
Dino Crisis 2 (ディノクライシス2?, Dino Kuraishisu 2) è un videogioco d'avventura dinamica e sparatutto in terza persona sviluppato e pubblicato da Capcom originariamente per la console PlayStation nel 2000. È il secondo capitolo della serie Dino Crisis, ed è stato diretto da uno degli autori del primo capitolo, Shū Takumi, e scritto da Noboru Sugimura, storico sceneggiatore di molti videogiochi Capcom.
La trama segue ancora una volta le vicende di Regina, protagonista del primo capitolo, affiancata ora dal suo partner Dylan Morton ed inviata ad investigare su eventi simili a quanto accaduto nelle vicende che coinvolgevano lo scienziato pazzo Edward Kirk. In Dino Crisis 2 il giocatore controlla due personaggi – Regina e Dylan, appunto, che si alternano nel corso delle vicende – ed ha a disposizione un vasto arsenale per difendersi dai dinosauri. La modalità di gioco pone meno enfasi sulla gestione delle risorse e sull'orrore per spostarsi su un'azione continua e più feroce, spingendo il giocatore ad aumentare il proprio punteggio nell'abbattere i nemici.
Il gioco richiese circa un anno di sviluppo e tecnologicamente fa uso degli sfondi in pre-rendering tipici dei primi giochi Resident Evil, andando nella direzione opposta alla visione tecnologica voluta dal padre della serie Shinji Mikami – meno arcaica, ma dai requisiti tecnici più alti – basata su un motore grafico con elaborazione dati in tempo reale e dotato di ambienti 3D.
Dino Crisis 2 venne ben accolto dalla critica e si rivelò un successo commerciale come il primo capitolo. La stampa specializzata apprezzò la modalità di gioco più improntata sull'azione, lodando anche la componente grafica e visiva del gioco, sicuramente datata ma abbastanza matura da apparire nella sua migliore forma possibile. Dino Crisis 2 ha venduto oltre 1,2 milioni di copie su PlayStation. Nel 2002 è stato pubblicato anche per Microsoft Windows e in seguito anche su PlayStation Network a partire dal 2011.

## Trama
2010: è passato un anno dalla disavventura di Regina con le creature preistoriche di Ibis Island e la cattura del dottor Kirk. Nel frattempo la ricerca sulla "Terza Energia" è continuata ininterrottamente da parte del governo, e un altro "incidente" si è verificato. Come risultato la struttura dedicata alla ricerca ed una città chiamata "Edward City", vengono teletrasportate in un anno remoto di un'altra era geologica, misteriosamente rimpiazzate da una giungla.
Ricreando esattamente le stesse condizioni dell'esperimento, Regina, il suo partner Dylan Morton e un grande contingente di soldati del "Tactical Reconnoitering and Acquisition Team" (T.R.A.T.) vengono perciò inviati nel periodo in cui si trova anche Edward City, per salvare eventuali sopravvissuti e recuperare qualsiasi dato riguardo alla ricerca sulla "Terza Energia". La missione si complica da subito: la maggior parte del contingente T.R.A.T. viene massacrata nel loro campo base. Dylan e Regina iniziano quindi la loro missione da soli, per recuperare i dati e salvare i superstiti. I due scoprono di essere arrivati ben 15 anni più avanti del previsto: in questo lasso di tempo gli abitanti, assediati dai dinosauri ed impossibilitati ad alcun cronotrasporto, furono decimati e ridotti allo stremo.
Durante l'avventura alcune rivelazioni fanno luce sugli eventi accaduti: mentre gli arenati cercarono disperatamente di tornare nel presente riattivando la struttura della "Terza Energia", invano, l'esperimento di "perforazione del tempo" di Edward City nel 2010 portò a un disastroso paradosso temporale che creò una line temporale alternativa in cui l'umanità non esiste, minacciando quindi l'esistenza stessa della razza umana sulla Terra. Fu presto chiaro che gli uomini e i dinosauri non avrebbero mai potuto convivere. Per porre rimedio a tutto ciò venne attuato il "Piano Arca di Noè": l'obiettivo era trasportare i dinosauri tre milioni di anni nel futuro, dove avrebbero potuto prosperare, per poi essere riportati nella loro epoca d'origine – prima dell'estinzione di massa del Cretaceo-Paleocene – una volta che l'utilizzo della "Terza Energia" fosse stato perfezionato. Convinti entrambi di essere finiti nel cretaceo, sopravvissuti di Edward City e membri T.R.A.T. sono invece stati spediti in un remoto futuro.
Tuttavia, il sistema che avrebbe dovuto portare i dinosauri nel futuro ebbe un altro sovraccarico. La popolazione di Edward City rimase così intrappolata nel futuro assieme ai dinosauri. Tutti i sopravvissuti vennero sterminati dai grandi rettili, ma i bambini vennero portati in salvo in una struttura di sostentamento, dove rimasero in camere a sistema di supporto vitale, che li protessero mentre crescevano, consentendogli di sopravvivere. Il supporto vitale era però stato creato per i dinosauri non per gli umani e per questo i bambini persero l'uso della parola e iniziarono ad agire proteggendo i dinosauri, divenendo così i misteriosi "sopravvissuti" di Edward City, che Regina e Dylan incontrano. Le strutture del "Piano Arca di Noè", a sorpresa, si trovavano nelle prossimità di Edward City.
Questa stesso piano venne portato avanti dallo stesso Dylan Morton, nel 2055, e una dei sopravvissuti è sua figlia Paula. Il vecchio Dylan lascia istruzioni – sapendo che il T.R.A.T. avrebbe investigato – tramite un ologramma, al sé stesso più giovane e a Regina, spiegando che c'è un solo punto di collegamento per tornare nella loro epoca, ma che funzionerà solo una volta, chiedendo ai due di portare Paula con loro.
Mentre Dylan e Regina cercano di portare via Paula, uno dei sopravvissuti attiva l'autodistruzione di Edward City, causando forti scosse. A causa di questo, negli ultimi minuti decisivi durante l'evacuazione dalla struttura, Paula rimane con le gambe incastrate sotto un macchinario crollato e Dylan decide di non abbandonarla, suggerendo a Regina di mettersi in salvo.
Riuscendo a recuperare i dati, Regina usa il ponte di Einstein-Rosen per fuggire, lasciandosi Dylan e Paula alle spalle con la promessa che sarebbe tornata a salvarli il prima possibile.

## Modalità di gioco

Immagine di gioco in tempo reale: Dylan punta il fucile contro un velociraptor. In basso a sinistra viene visualizzata l'arma in uso e le munizioni residue. In alto al centro il numero di "Punti Estinzione" appena guadagnati e a destra una barra che indica i punti ferita rimanenti

In Dino Crisis 2 si utilizzano due personaggi giocanti: Dylan e Regina. Durante il gioco il controllo dei due personaggi viene alternato, procedendo con le vicende nella trama da due punti di vista differenti che poi finiscono per congiungersi.
Rispetto al primo Dino Crisis, Dino Crisis 2 si sviluppa in modo più movimentato, ponendo meno accentuazione sul lato survival horror. Per combattere i dinosauri, il gioco mette a disposizione un sistema basato sull'utilizzo di due armi contemporaneamente, una primaria (più potente ed ingombrante) ed una secondaria (più leggera). Similmente al primo capitolo, Dino Crisis 2 presenta un inventario accessibile, che mette il gioco in pausa, e nel quale è possibile selezionare le armi da equipaggiare tra quelle trasportate, utilizzare oggetti raccolti, consultare i file recuperati e legati alle vicende del gioco e le mappe delle zone in cui ci si muove. Tramite HUD, in basso a sinistra viene visualizzata l'arma in uso e le munizioni residue, in alto al centro il numero di "Punti Estinzione" appena guadagnati e a destra una barra che indica i punti ferita rimanenti.
Sconfiggendo i dinosauri il giocatore ottiene punti, noti come "Punti Estinzione". Il punteggio viene accumulato nel corso del gioco, e può essere soggetto ad alcune variazioni come "Combo", un bonus che aggiunge ulteriori punti per l'uccisione di dinosauri in rapida successione, oppure "Nessun danno", un bonus che viene ottenuto uccidendo più di cinque dinosauri senza subire danni. I "Punti Estinzione" possono poi essere spesi attraverso un "Save Point" – l'equivalente di uno sportello automatico – che permette di salvare la partita, acquistare nuove armi, cure e munizioni; molteplici "Save Point" sono dislocati in tutto il mondo di gioco per essere utilizzati.
Il giocatore deve tenere sotto osservazione i punti ferita del personaggio giocante, evitando di farlo morire e causare un game over. Se il personaggio viene ferito può essere guarito con l'utilizzo di kit di pronto soccorso piccoli, medi e grandi; in base alla loro dimensione varia la quantità di punti ferita ripristinati. Gli attacchi più critici possono causare ferite più gravi che possono mandare il personaggio in grave emorragia, causando quindi una perdita graduale di punti ferita nel tempo, e richiedendo l'utilizzo di un laccio emostatico o di un grande kit di pronto soccorso per essere guarite.

## Personaggi
Regina
Sopravvissuta agli eventi del precedente capitolo, Regina – ancora al servizio del S.O.R.T. – è ora impegnata in una missione congiunta con agenti del T.R.A.T. ed è stata reclutata per via della sua esperienza in combattimento contro i dinosauri.
Dylan Morton
Dylan è un militare fisicamente molto forte e mentalmente preparato al combattimento. Fa parte del T.R.A.T. e diventa partner di Regina, collaborando con lei e affrontando per la prima volta i feroci rettili preistorici.
David Fork
David è un membro del T.R.A.T. ed amico di Dylan. Il suo umorismo, anche nelle situazioni più disperate, e il suo ottimismo tengono alto il morale della squadra.
Sopravvissuti
I misteriosi sopravvissuti di Edward City. Ostili all'arrivo del T.R.A.T. sull'isola, vengono incontrati svariate volte da Dylan e Regina.

## Sviluppo
Durante la pre-produzione, nel dicembre 1999, Capcom confermò che il gioco era in sviluppo per PlayStation 2; tuttavia vi fu un cambiamento di piani e lo sviluppo e la pubblicazione del gioco vennero quindi destinati alla prima console Sony.
A differenza del primo capitolo, Dino Crisis 2 non venne diretto da Shinji Mikami, ma da uno dei suoi co-progettisti, Shū Takumi – ideatore della nota serie Ace Attorney – che ricoprì questo ruolo per la sua prima volta. A lui si affiancarono Hiroyuki Kobayashi, per la prima volta nel ruolo di produttore, e il noto sceneggiatore Noboru Sugimura, già autore della sceneggiatura di Resident Evil 2.

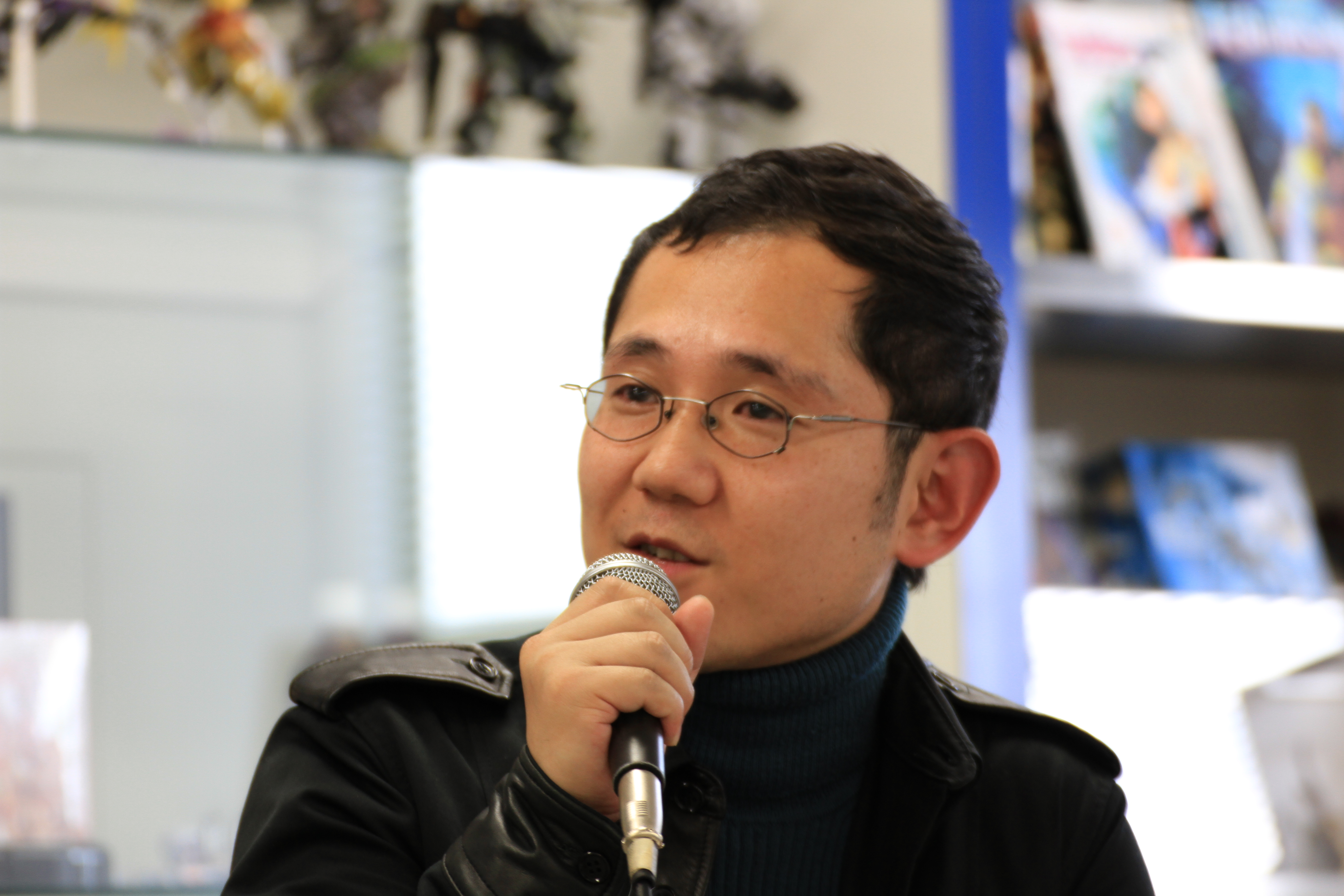
Shū Takumi ha ricoperto per la sua prima volta il ruolo di game director in Dino Crisis 2

Al contrario del primo capitolo, Dino Crisis 2 venne pensato e sviluppato per avere una modalità di gioco più arcade e meno basata sulla gestione dell'inventario, allo scopo di concedere al giocatore un'azione diretta e immediata nel combattere e soverchiare i nemici. Il produttore, Hiroyuki Kobayashi, descrisse l'idea alla base di questa modalità di gioco come "il generare una euforia nello sconfiggere sistematicamente una serie di dinosauri dietro l'altra". Il sistema "Punti Estinzione" fu infatti ideato in modo che i giocatori si sentissero spronati a combattere per aumentare il proprio punteggio, utilizzando poi questi punti per acquistare munizioni e armi più potenti, contribuendo così ad eliminare la necessità di una gestione critica dell'inventario e di scarse risorse. Le "armi secondarie" furono ideate per offrire ai giocatori un modo alternativo di combattere i dinosauri.
La direzione grafica e artistica venne affidata a Kazunori Tazaki, responsabile inoltre per la creazione dei personaggi del gioco. Tecnicamente, Dino Crisis 2, venne sviluppato con una idea tecnologica più arcaica, mettendo da parte l'elaborazione dati in tempo reale con ambienti 3D del capitolo precedente, e tornando a far uso di sfondi in pre-rendering come nei primi tre giochi di Resident Evil. I concept art degli sfondi di gioco vennero quindi disegnati "stanza per stanza". Una volta scelto il concept art migliore, una squadra più numerosa lo avrebbe dunque convertito in computer-generated imagery. Allo scopo di ricreare una giungla il più convincente possibile, una squadra effettuò delle ricerche di approfondimento sulle svariate giungle al mondo e sul comportamento dell'illuminazione nel fitto sottobosco.
La realizzazione della sceneggiatura della trama di Dino Crisis 2 venne suddivisa tra il "Reparto Pianificazione" interno a Capcom e lo studio di scrittura professionale esterno, noto come "Flagship". La trama venne scritta principalmente dal capo sceneggiatore Noboru Sugimura, assieme ai co-sceneggiatori Yusuke Hirano e Kishiko Miyagi. Durante le prime fasi, il processo di scrittura si focalizzò sui filmati iniziali e finali del gioco; in seguito il resto della sceneggiatura fu scritta ed ideata intorno agli obiettivi progettati dai designers, che il giocatore avrebbe dovuto raggiungere, decidendo insieme al "Reparto Pianificazione" durante svariati meetings.
La scrittura della trama subì alterazioni e cambiamenti prima di essere conclusa. Il filmato finale avrebbe dovuto avere una sceneggiatura che lo avrebbe reso più lungo con Regina che, una volta riuscita a fuggire attraverso il ponte di Einstein-Rosen, sarebbe corsa ad abbracciare il suo amante, Alex. Questa scena venne rimossa e Alex finì per essere escluso dal gioco. Il personaggio di Paula era inizialmente destinato ad essere la figlia del dottor Edward Kirk, apparso nel gioco precedente, ma questo colpo di scena venne rielaborato in favore di quello attuale come MacGuffin complementare alla questione legata al viaggio nel tempo.

## Accoglienza
| Testata                                | Versione    | Giudizio |
| -------------------------------------- | ----------- | -------- |
| Metacritic (media al settembre 2021)   | PlayStation | 86/100   |
| GameRankings (media al settembre 2021) | PlayStation | 80,70%   |
| GameRankings (media al settembre 2021) | Windows     | 57,33%   |
| AllGame                                | PlayStation | 4/5      |
| Edge                                   | PlayStation | 6/10     |
| Electronic Gaming Monthly              | PlayStation | 8,83/10  |
| Eurogamer                              | PlayStation | 9/10     |
| Famitsū                                | PlayStation | 32/40    |
| IGN                                    | PlayStation | 9,3/10   |
| Game Surf                              | PlayStation | 8,5/10   |
| GamePro                                | PlayStation | 5/5      |
| GameSpot                               | PlayStation | 9,2/10   |
| PlayStation Official Magazine          | PlayStation | 4,5/5    |

Dino Crisis 2 ha ottenuto un'accoglienza positiva da parte della critica videoludica, con un punteggio medio di 86/100 su Metacritic e dell'80,70% su GameRankings.
Nella sua recensione, GameSpot, ha notato di come in fin dei conti, il primo Dino Crisis, non era che «un sostituire gli zombi con dei dinosauri» allo scopo di creare un quasi spin-off di Resident Evil. Per questo, ha elogiato Dino Crisis 2 definendolo «un'esperienza originale e divertente che non può più essere considerata solo l'ennesimo gioco survival horror, in quanto evita gli stereotipi del genere e offre uno degli esercizi videoludici più innovativi nel genere degli action in terza persona».
IGN ha apprezzato la deriva più action intrapresa da Dino Crisis 2, elogiandola come un «futuro luminoso» ed ulteriormente perfezionabile. Anche i livelli sott'acqua hanno ricevuto largo apprezzamento, così come i contenuti extra post-partita. Eurogamer ha dichiarato: «Dino Crisis 2 si libera dai confini di un genere ormai stantio. La sua qualità grafica dovrebbe ormai essere messa in discussione, ma nel complesso il gioco rappresenta una delle ultime scintille di PlayStation prima della sua dipartita».
GamePro ha dato a Dino Crisis 2 un punteggio perfetto, lodando la grafica come una delle migliori mai viste su PlayStation, così come l'impianto audio; in generale definendolo «un biglietto per una terra [del divertimento] che il tempo non ha invecchiato». Game Surf ha definito Dino Crisis 2 come «impressionante, un gioco d'azione bellissimo», ritenendo come unico vero difetto la longevità, non propriamente elevata.

### Versione Microsoft Windows
Una versione di Dino Crisis 2 per Microsoft Windows è stata pubblicata nel 2002 in Giappone e America del Nord e nel 2003 in Europa. Questa versione è nota per aver ottenuto un'accoglienza decisamente più negativa, con un punteggio medio di 57,33% su GameRankings. Everyeye.it ha recensito il gioco su Windows affermando: «Dino Crisis 2 si rivela un vero e proprio buco nell'acqua. Capcom non si è mai distinta per la bellezza dei suoi porting, ma questo è uno dei peggiori».

### Vendite
Dino Crisis 2 si è rivelato un successo di vendite come il primo capitolo e, nel report dell'anno fiscale a marzo 2001, Capcom ha certificato il milione di copie vendute su PlayStation. Questa versione ha poi superato le 1,2 milioni di copie vendute in tutto il mondo e per questo ha ricevuto da Capcom il riconoscimento di "Titolo Platinum".

## Ripubblicazioni e seguiti
Dino Crisis 2 è stato ripubblicato come "Classico PSOne", ottenibile tramite download su PlayStation Network, il 13 aprile 2011 in Giappone e il 19 aprile dello stesso anno in America del Nord.
Nel 2002, Capcom ha pubblicato Dino Stalker, uno sparatutto con pistola ottica per PlayStation 2, che ha ottenuto responsi contrastanti. Successivamente un terzo capitolo, Dino Crisis 3, è stato pubblicato nel 2003 per Xbox, ricevendo pareri contrastanti a sua volta.